# Протесты в Колумбийском университете в 1968 году
Протесты в Колумбийском университете в 1968 году — серия протестов в Колумбийском университете в Нью-Йорке являющаяся одной из серии различных студенческих демонстраций и протестов, которые прошли по всему миру в том году. Протесты разразились весной того же года, после того как, студенты обнаружили связи между университетом и институциональным аппаратом, поддерживающим участие Соединённых Штатов в войне во Вьетнаме. Кроме того, студенты были обеспокоены планом университета по строительству в Морнингсайд-парке сегрегированного, по их мнению, спортивного зала. Протесты привели к захватам студентами многих университетских зданий и последующему насильственному удалению протестующих из зданий департаментом полиции Нью-Йорка.

## Фон

### Обнаружение документов IDA
В начале марта 1967 года активист отделения Студентов за демократическое общество (SDS) в Колумбийском университете Боб Фельдман обнаружил в Библиотеке международного права документы, в которых подробно описывается институциональная принадлежность Колумбийского университета к Институту оборонного анализа (IDA), аналитическому центру по исследованию вооружений, аффилированному с Министерством обороны США. На тот момент характер ассоциации не был публично объявлен университетом.
До марта 1967 года IDA редко упоминался в американских СМИ или в левой, подпольной или университетской прессе. В период с 1956 по 1967 год было опубликовано несколько журнальных статей об IDA, а также IDA был упомянут в нескольких книгах для академических специалистов, изданных университетскими издательствами. Корпорация RAND, а не Институт оборонного анализа, была военно-ориентированным аналитическим центром, который получил большую часть огласки до марта 1967 года.
Обнаружение документов IDA положило начало антивоенной кампании SDS в Колумбийском университете в период с апреля 1967 по апрель 1968 года, которая потребовала от администрации университета прекратить институциональное членство университета в Институте оборонного анализа. После мирной демонстрации в административном здании Малой библиотеки 27 марта 1968 года администрация Колумбийского университета за нарушение запрета на демонстрации в помещениях приговорила к условному наказанию шестерых антивоенных студенческих активистов, которых прозвали «шестеркой IDA».

### Спортивный зал в Морнингсайд-парке
План руководства Колумбийского университета построить то, что активисты описали как сегрегированный спортивный зал в принадлежащем городу Морнингсайд-парке вызвал гнев среди жителей близлежащего гарлемского сообщества. Оппозиция возникла в 1965 году во время предвыборной кампании кандидата в мэры Нью-Йорка Джона Линдси, который выступил против проекта. К 1967 году общественная оппозиция стала более воинственной. Одной из причин спора была предложенная конструкция спортзала. Из-за рельефа местности кампус Колумбийского университета в Морнингсайд-Хайтс на Западе был более чем на 100 футов (30 м) выше соседнего Гарлема на востоке. В предлагаемом проекте верхний уровень планировалось использовать в качестве спортивного зала Колумбийского университета, а нижний - в качестве общественного центра. К 1968 году обеспокоенные студенты и члены сообщества рассматривали планируемые отдельные восточные и западные входы как попытку обойти Закон о гражданских правах 1964 года, а затем недавний федеральный закон, запрещавший расовую сегрегацию в учреждениях. Другой причиной для беспокойства было присвоение земли из общественного парка. Активисты Гарлема выступили против строительства, потому что, несмотря на то, что объект строится на общественной земле и в парке, жители Гарлема получат к нему ограниченный доступ. Именно по этим причинам некоторые назвали проект «Зал Кроу».
С 1958 года Колумбийский университет выселил более семи тысяч жителей Гарлема из контролируемых им домов, 85 процентов выселенных жителей были афроамериканцами или пуэрториканцами. Многие жители Гарлема платили университету арендную плату.
Бывшие чернокожие студенты на мероприятии, посвящённом 40-летию протестов, сказали, что причиной их недовольства была дискриминация, выражавшаяся в том, что, в отличие от белых студентов, их удостоверения личности постоянно проверялись и что чернокожим женщинам было сказано не записываться на сложные курсы. Была описана «система укладки», которая ставила всех чернокожих футболистов в одинаковое положение.

## Протесты

### Оккупация Гамильтон-холла
Первый акция протеста состоялась за восемь дней до убийства Мартина Лютера Кинга-младшего. В ответ на попытки администрации Колумбийского университета подавить студенческий протест против IDA в кампусе и планы в отношении спортзала в Морнингсайд-парке, активисты SDS и Студенческого афро-общества (SAS) провели вторую конфронтационную демонстрацию 23 апреля 1968 года около солнечных часов. После того, как охрана не позволила протестующим Колумбийского университета и Барнардского колледжа протестовать внутри Малой библиотеки, большинство протестующих студентов прошли маршем к строительной площадке спортзала в Морнингсайд-парке, где попытались остановить строительство и начали бороться с полицейскими, охранявшими строительную площадку. Полиция арестовала одного протестующего на территории спортзала. Затем протестующие вернулись в кампус университета, где заняли Гамильтон-холл, здание, в котором размещены как классные комнаты, так и офисы администрации Колумбийского колледжа.

### Разделение активистов
Важным аспектом протестов в Колумбийском университете в 1968 году было то, как активисты были разделены по расовому признаку. На следующее утро после занятия Гамильтон-Холла 60 афроамериканских студентов, участвовавших в акции протеста, попросили преимущественно белых студентов SDS уйти. Решение SAS отделить себя от SDS стало полной неожиданностью для членов последней. SAS хотело автономии в том, что оно делало на тот момент, поскольку его цели и методы существенно отличались от SDS. Хотя и SAS, и SDS разделяли цель предотвращения строительства нового спортзала, у двух организаций были разные повестки дня. Всеобъемлющая цель SDS выходила за рамки одного вопроса о прекращении строительства спортзала. SDS хотели мобилизовать студенческое население, чтобы противостоять поддержке Колумбийским университетом войны, в то время как SAS было в первую очередь заинтересовано в том, чтобы остановить вторжение университета в Гарлем путем строительства спортзала. Для SAS было очень важно, чтобы не было уничтожения документов и имущества на факультетах и в административных офисах в Гамильтон-холле, что усилило бы негативные стереотипы о чернокожих протестующих, уничтожающих собственность, популярные тогда в СМИ. Таким образом, единоличное занятие Гамильтон-холла позволило SAS избежать любого потенциального конфликта с SDS по поводу уничтожения университетского имущества, а также по другим вопросам. Таким образом, члены SAS потребовали, чтобы белые радикалы начали свой собственный, отдельный протест, дабы темнокожие студенты могли сосредоточить все свое внимание на том, чтобы помешать университету построить спортивный зал. Афроамериканские студенты говорили, что европейско-американские студенты не могли понять протест против строительства спортзала так глубоко, поскольку ее архитектурные планы были разработаны в сегрегационистской манере. Кроме того, афроамериканские студенты знали, что полиция не будет столь жестокой по отношению к группе чернокожих студентов, чтобы предотвратить беспорядки из-за того, что Мартин Лютер Кинг-младший был убит тремя неделями ранее.
То, что начиналось как объединенные усилия, вскоре стало напряженным противостоянием между чернокожими и белыми студентами, поскольку SAS начало собираться отдельно от других протестующих, исключая белых, причем каждая группа занимала отдельную сторону здания. Между SDS и SAS была минимальная связь, что привело к снижению солидарности между двумя силами. Вскоре между SDS и SAS будет заключено соглашение о разделении белых и черных демонстрантов. Вскоре после этого белые переместились из Гамильтон-холла в Малую библиотеку, где располагался кабинет президента университета. Такое разделение SDS и SAS, при котором каждая из них использовала разные тактики для достижения своих целей, соответствовало студенческому движению по всей стране.
Отделившись от белых протестующих в начале протестов, черные протестующие вынудили администрацию Колумбийского университета заняться расовыми вопросами. Вскоре после убийства Мартина Лютера Кинга, которое вызвало беспорядки в черных кварталах, окружающих университет, администрация пошла навстречу демонстрантам SAS. Администрация университета казалась беспомощной против группы афроамериканских студентов, которые контролировали самое важное здание университета и пользовались поддержкой чернокожих активистов за пределами кампуса. Чиновники опасались, что любое применение силы может спровоцировать беспорядки в соседнем Гарлеме. Понимая это, те, кто протестовали в Гамильтон-холле поощряли соседних афроамериканцев приходить в кампус и «вербовали известных чернокожих боевиков, чтобы те выступали на их митингах». Альянс студенческого сообщества, который сформировался между членами SAS и жителями Гарлема, привел к широкому росту поддержки со стороны белых.

### Реакция
Согласно «Кризис в Колумбийском университете: Отчет Комиссии по установлению фактов, назначенной для расследования беспорядков в Колумбийском университете в апреле и мае 1968 года»: 
«К своим последним дням восстание пользовалось широкой и глубокой поддержкой среди студентов и младшего преподавательского состава...Недовольство бунтарей в равной степени ощущалось еще большим числом, вероятно, большинством студентов...Поддержка демонстрантов основывалась на широком недовольстве и широкой симпатии к их позиции»
Однако это утверждение спорно, поскольку как WKCR, так и Spectator провели опросы во время самих событий и сразу после них и обнаружили, что, хотя многие студенты сочувствовали многим целям протестующих, большинство были против того, как все было проведено. С этой целью группа из 300 старшекурсников, называющих себя «Коалицией большинства» (призванная изобразить студентов, участвовавших в протестах, как не представляющих большинство либеральных студентов Колумбийского университета и Барнардского колледжа), организовалась после нескольких дней оккупации здания в ответ на то, что они восприняли как бездействие администрации. Эта группа состояла из студентов-спортсменов, членов братств и представителей общего студенческого населения во главе с Ричардом Васелевски и Ричардом Форзани. Эти студенты не обязательно были против всего спектра целей, провозглашенных протестующими, но были непреклонны в своем противодействии одностороннему занятию зданий университета. Они образовали человеческую блокаду вокруг основного здания, Малой библиотеки. Их заявленная миссия состояла в том, чтобы позволить любому, кто хотел покинуть библиотеку, сделать это без каких-либо последствий. Однако они также не позволяли кому-либо или чему-либо попасть в здание. После трех дней блокады во второй половине дня 29 апреля группа протестующих попыталась силой прорваться через линию, но была отбита в быстрой и жестокой конфронтации. В дополнение к опасениям, что жители Гарлема устроят беспорядки или вторгнутся в кампус, администрация университета также опасалась, что студенты будут подвергаться насилию со стороны студентов. В итоге, в тот же день, в пять часов вечера «Коалицию» убедили отказаться от блокады по просьбе преподавательского комитета, который сообщил лидерам коалиции, что ситуация разрешится к следующему утру.

### Подавление протестов
Протесты завершились рано утром 30 апреля 1968 года, когда полиция Нью-Йорка жестоко подавила демонстрации, применив слезоточивый газ, и взяла штурмом Гамильтон-холл и Малую библиотеку. Протестующие из Гамильтон-холл были выведены мирным путем, поскольку снаружи были афроамериканские адвокаты, готовые представлять интересы членов SAS в суде, а выводом протестующих занимался тактический отряд афроамериканских полицейских из полиции Нью-Йорка во главе с детективом Сэнфордом Гареликом (следователем по делу об убийстве Малкольма Икс). Однако здания, занятые белыми, были очищены насильственно, в результате чего примерно 132 студента, 4 преподавателя и 12 полицейских получили ранения, а более 700 протестующих были арестованы. Насилие продолжалось и на следующий день, когда студенты, вооруженные палками, сражались с офицерами. Фрэнк Гуччиарди, 34-летний полицейский, остался инвалидом навсегда, когда студент прыгнул на него из окна второго этажа, сломав ему спину.

### Второй раунд протестов
Еще больше протестующих студентов из Колумбийского университета и Барнардского колледжа были арестованы и / или ранены полицией Нью-Йорка во время второго раунда протестов 17-22 мая 1968 года, когда местные жители заняли принадлежащий Колумбийскому университету частично пустой многоквартирный дом на 618 Вест 114 Стрит в знак протеста против политики расширения Колумбийского университета, и позже, когда студенты вновь заняли Гамильтон-Холл в знак протеста против репрессий со стороны администрации Колумбийского университета в отношении «Шестёрки IDA». Ещё до окончания ночи на 22 мая 1968 года полиция арестовала ещё 177 студентов и избила 51 студента.

## Последствия

### Краткосрочные последствия
Протестующие достигли двух из заявленных ими целей. Колумбийский университет вышел из состава IDA и отказался от планов строительства спорного спортзала, построив вместо него подземный физкультурно-оздоровительный центр в северной части кампуса. Популярный миф гласит, что планы спортзала в конечном итоге были использованы Принстонским университетом для расширения своих спортивных сооружений, но поскольку к 1966 году (когда Колумбийский университет объявил о создании спортзала), спортзал Джадвина был уже завершен на 50%, это явно неверно.
В результате протестов, не менее 73 студентов, администрация Колумбийского университета отстранила от занятий.
В начале протестов профессор Карл Ховде входил в группу преподавателей, которая создала объединенный комитет, состоящий из представителей администрации, преподавателей и студентов, который разработал рекомендации по принятию дисциплинарных мер в отношении студентов, участвовавших в протестах. Назначенный деканом в то время, когда протесты продолжались, Ховде заявил, что, по его мнению, «сидячие забастовки и демонстрации были не без причины» и выступил против уголовных обвинений, выдвинутых университетом против студентов, хотя и согласился с тем, что протестующие «действовали без достаточных оснований».
Студенческие демонстрации, прошедшие в студгородке Колумбийского университета в 1968 году, доказали, что университеты не существуют в пузыре и на самом деле, подвержены социальной и экономической борьбе, которая их окружает. Эти протесты привели к тому, что Колумбийский университет сильно изменился, и, как описывает историк Тодд Гитлин, «растущая воинственность, растущая изоляция [и] растущая ненависть между конкурирующими группировками с их конкурирующим воображением. Захваты зданий Колумбийского университета и сопровождающие их демонстрации, в которых приняли участие несколько тысяч человек, парализовали работу всего университета и стали «самым мощным и эффективным студенческим протестом в современной американской истории», хотя вполне возможно, что протесты в Калифорнийском университете в Беркли и штате Кент имели гораздо более масштабные последствия. После демонстраций произошел широкий спектр последствий, как положительных, так и отрицательных, но, к сожалению, для Колумбийского университета, они в первую очередь коснулись поступления и пожертвований выпускников. Кроме того, «растущая воинственность», о которой говорит Гитлин, достигла своего пика всего несколько лет спустя, и, хотя появились некоторые новые очаги энергии, в целом жизнь в кампусе значительно успокоилась. Во многом это связано с окончанием войны во Вьетнаме, которую историки считают основной и непосредственной причиной большинства упомянутых движений. Это исключает Движение за гражданские права, которое было в самом разгаре до Вьетнама. Эти две проблемы синергетически объединились в середине/конце шестидесятых годов.
Студенты, участвовавшие в протестах, продолжали участвовать в протестной политике в различных формах, влияющих на движение в целом. Их многочисленные виды деятельности включали создание коммун и городских общественных организаций. Несколько членов отделения SDS в Колумбийском университете объединились с Нью-Йоркской партией черных пантер, чтобы создать Weather Underground Organization (Weathermen) — группу, поставившую целью насильственное свержение правительства.
В результате студенческих демонстраций Колумбийский университет стал намного более либеральным в своей политике. Кроме того, вскоре была введена политика, которая позволяла студентам получать проходные оценки во всех классах без дополнительной работы в течение оставшейся части сокращенного семестра. Вместо традиционных занятий студенты проводили «уроки освобождения, митинги, [и] концерты на улице», в которых участвовали Аллен Гинзберг и Grateful Dead.

### Долгосрочные последствия
Колумбийский университет сильно пострадал после студенческого протеста. В последующие годы количество заявок, пожертвований и грантов для университета значительно сократилось. «Потребовалось по меньшей мере 20 лет, чтобы полностью восстановиться». Протесты поставили университет в тяжелое финансовое положение, так как многие потенциальные студенты предпочли поступить в другие университеты, а некоторые выпускники отказались делать для него пожертвования. Многие считают, что протестные акции в Колумбийском университете также способствовали дальнейшему продвижению высшего образования в сторону левых либералов. Эти критики, такие как Алан Блум, профессор Чикагского университета, считали, что «американские университеты больше не являются местами интеллектуальных и академических дебатов, а скорее местами "политкорректности" и либерализма».
Расовые разногласия также усилились в результате протестов, усугубленных отдельной сделкой, которую администрация, чтобы предотвратить беспорядки в Гарлеме, заключила с чернокожими студентами SAS, оккупировавшими Гамильтон-холл. Им было разрешено покинуть здание через туннели до прибытия полиции Нью-Йорка. Чернокожие студенты создали свою собственную отдельную организацию с определенной целью: укрепить отношения между Колумбийским университетом и сообществом Гарлема и изменить учебную программу, включив в нее курсы черных исследований.
В результате протестов был создан университетский сенат. Этот совет, в котором были представлены профессорско-преподавательский состав, администрация и студенческое население, дал студентам возможность позитивно перестроить университет. Это был способ наладить позитивный диалог между студентами и авторитетными фигурами. С этого момента администрация университета будет внимательно относиться к обеспокоенности студентов по поводу университетской политики. Еще одним результатом протестов стало улучшение отношений с Гарлемским сообществом. Университет был вынужден относиться к соседнему Гарлему с определенным уважением. Вместо того, чтобы продолжать экспансию на север и восток, в Гарлем, Колумбийский университет переключил свое внимание на экспансию на запад, в район Риверсайд-парка.
Отношения Колумбийского университета с вооруженными силами Соединенных Штатов и федеральным правительством были изменены за несколько лет до аналогичных изменений в других учебных заведениях. Было отменено федеральное финансирование секретных исследований вооружений, которые проводились со времен Второй мировой войны, поскольку университет разорвал связи с Институтом оборонного анализа, который был создан в 1955 году для укрепления связей между Колумбийским университетом и оборонным ведомством.

## В культуре
Протесты в Колумбийском университете стали главной темой фильма Стюарта Хагмана Земляничное заявление , получившего Приз жюри Каннского кинофестиваля, хотя в фильме название университета, в котором происходят события, не приводится.
Сами протесты были запечатлены в документальном фильме «Колумбийское восстание».